# Коэн, Джонатан (дипломат)
Джонатан Рафаэль Коэн (англ. Jonathan Raphael Cohen) — американский дипломат. Посол США в Египте (2019—2022).
В феврале 2018 года президент США Дональд Трамп выдвинул его кандидатуру на пост заместителя Постоянного представителя Соединённых Штатов при ООН, 24 мая Сенат утвердил его в должности. Исполняющий обязанности Постоянного представителя США при ООН с 1 января по 30 июля 2019 года.

## Биография
В 1985 году Коэн получил степень бакалавра в области политики в Принстонском университете. Он продолжил обучение в Еврейском университете в Иерусалиме, учился в магистратуре Джорджтаунского университета. Его родным городом является Лагуна-Бич, штат Калифорния.
Сотрудник дипломатической службы с 1986 года. С 2008 по 2011 год он занимал должность заместителя главы миссии в Посольстве США в Никосии (Кипр), работал в Посольстве США в Париже с 2011 по 2014 год, заместитель главы миссии в Посольстве США в Багдаде (Ирак) с 2014 по 2016 год. Коэн работал в посольствах или консульствах в Бангкоке, Иерусалиме, Вене (ОБСЕ), Стокгольме, Анкаре и Риме, а также на руководящих должностях в Государственном департаменте.
Он занимал должность заместителя помощника госсекретаря по делам Европы и Евразии с августа 2016 по июнь 2018 года.